# Чандарлы Али-паша
Чандарлы Али-паша (тур. Çandarlı Ali Paşa; ум. 18 декабря 1406 года) — великий визирь Османской империи, при султанах Мураде I, Баязиде I и Сулеймане Челеби (1387—1406/7). Представитель династии визирей Чандарлы.

## Биография
Али-паша был старшим сыном первого великого визиря Османской империи Чандарлы Кара Халила Хайреддина-паши. Возможно, матерью Али была дочь Таджеддина Кюрди из медресе Изника, на которой, согласно легендам, был женат Халил. На другой дочери Таджеддина был женат шейх Эдебали. У Али были братья Ильяс и Ибрагим. Неизвестно, где Али получал образование, но некоторое время он служил кади, а к 1387 году уже был кадиаскером.
Когда в 1387 году султан Мурад отправился в Анатолию для подготовки похода на Алаэддина Караманоглу, он решил не брать с собой Халила-пашу, а оставить его в Румелии, в Серре, чтобы защищать западные границы. Возвращаясь из Албании во Фракию в 1387 году, Халил заболел и умер в своём лагере в Вардар-Йенишехире. Мурад послал Али-пашу захоронить отца.

### Караман
Султан доверял Али-паше, потому и счёл подходящим преемником на посту великого визиря. Экспедицию в Анатолию вместо Халила готовил уже Али-паша. Отправляясь в Кютахью, Мурад послал сообщение Али-паше, прибытия которого ожидал, для того, чтобы начать кампанию. Когда армия Мурада достигла Карахисара, к ней присоединился Али-паша, и по словам османского историка Мехмеда Нешри «господин был очень доволен его прибытием». Именно по совету Али-паши султан отклонил просьбу Алаэддина Караманида о мире и заставил его подчиниться: османская армия разбила силы Караманида и взяла под контроль столицу бейлика Конью. Но то, что султан покинул Румелию и вёл кампанию в Анатолии, а также смерть великого визиря породили надежды у балканских народов. Сербы стремились выйти из под контроля султана, боснийский король заключил против османов с другими балканскими славянскими князьями союз, в который собирался вступить болгарский царь Шишман. Союзники захватили и разграбили несколько османских замков, при этом погибли двадцать тысяч солдат Тимурташа-паши.
В результате поражения в Боснии (у Плочника) потребовалось присутствие султана в Румелии, и по просьбе жены Алаэддина Караманида, своей дочери Мелек-хатун Мурад снял осаду Коньи.

### Болгария
Султан и Али-паша через Бейшехир и Бурсу отправились в Румелию. Султан назначил Али-пашу, занимавшего пост великого визиря, командующим армией для операции против Шишмана, который хотел присоединиться к балканскому альянсу. Прибытие великого визиря в Эдирне придало османским воинам сил. Под началом Али-паши собралось 30 тысяч воинов. В этом походе участвовали Тимурташоглу Яхши-бей, Улу-бей Субаши (известный как Саруджа-паша), Лала Шахин, Паша Йигит и многие другие уджбеи Румелии. Али-паша пересёк Балканские горы через перевал Надир. Он захватил Провадию, Шумен и Тырново и заставил царя заключить мир с османами. Довольный султан осыпал Али-пашу дарами и похвалами.

### Косово
Али-паша принимал участие в Косовской битве, ставшей последней для Мурада I. Султан не мог преодолеть своё волнение и выразил обеспокоенность многочисленностью противника. Али-паша укрепил дух и устранил нерешительность Мурада, ответив, что это не правильно — отдавать предпочтение врагу, после чего прочитал 249-й аят суры аль-Бакара, что меньшинство будет преобладать над большинством: «Сколько малочисленных отрядов победило многочисленные отряды по воле Аллаха!». В этой битве, по словам источников, Али сыграл решающую роль, сражаясь рядом с шехзаде Баязидом. Али был свидетелем смерти султана Мурада в этой битве.

### При Баязиде
Ставший новым султаном Баязид I сохранил за Али-пашой пост великого визиря. Али-паша сопровождал султана в походах в Грецию и Боснию, руководил армией во время рейдов в Валахию. На правом фланге османской армии вместе с шехзаде Сулейманом Али принимал участие в захвате Никополя (Нигболу) в 1393 году. В 1396 году Али участвовал в битве при Никополе между османами и армией крестоносцев венгерского короля Сигизмунда. Али-паша сыграл важную роль во второй битве за Константинополь в 1395 году.
В 1394 году Баязид начал осаду Константинополя, в которой принимал участие Али-паша. Визирь выступил за сохранение дипломатических связей, и именно он заключил знаменитое соглашение с императором, согласно которому османы временно сняли осаду в обмен на создание турецкого квартала и строительство мечети в городе, а также назначение мусульманского судьи — кади. Появление Тамерлана спасло Константинополь, поскольку Баязиду пришлось отправиться в Анатолию со всей своей армией, а для этого снять блокаду города.

##### Битва при Анкаре
Али-паша говорил, что война с Тамерланом приведёт к катастрофе в Османской империи, он выступал за мирные переговоры. И Али, и другие советники Баязида советовали ему действовать осторожно, избегая битвы в открытом поле, но стремительный, избалованный успехами султан решил по своему. На битву султан привёл троих своих сыновей: Сулейман командовал людьми бывших бейликов Айдына, Карасы и Сарухана; Мустафа привёл солдат из санджаков на месте бывших бейликов Хамид и Теке; Мехмед пришёл из Амасьи. Кроме того, в армии было много татар и «неверных». По словам османского историка Мехмеда Нешри, впервые по совету Али-паши в армию были набраны наёмники из Рума (центральной части Анатолии).
Битва при Анкаре закончилась катастрофой: разгромом армии, пленением Баязида и распадом его империи.

##### После битвы при Анкаре
Когда Али увидел, что битва проиграна, он с агой янычар Хасаном и визирем Мурадом-пашой с целью спасения государства спасли того, кого считали наследником — Сулеймана — и отвезли его сначала в Бурсу, а затем в Эдирне, где при поддержке византийского императора Сулейман объявил себя султаном. Началось неизбежное соперничество между братьями за трон. Во время гражданской войны между сыновьями Баязида — османского междуцарствия — Али-паша поддерживал Сулеймана в течение четырёх лет до 1406/7 года. Вероятно, Али заключил мирные договоры с христианскими державами (включая Византийскую империю, Геную и Венецию) в 1403 году.
Опытный политик, Али понимал, что государство, созданное в Румелии, не сделает эмира Сулеймана правителем Османского государства, поэтому предложил захватить Анатолию. Хитрость Али-паши позволила Сулейману без боя занять Анкару. Для этого Али перехватывал и изменял письма, которые Мехмед Челеби и комендант Анкары посылали друг другу.

### Смерть
Али-паша умер 18 декабря 1406 года в лагере перед замком Анкары и был захоронен в Изнике в мечети его отца Кара Халила Хайреддина-паши. Лишившись своего визиря и его советов, Сулейман проиграл борьбу за трон брату Мехмеду.

## Благотворительность
Али-паша завершил строительство мечети Йезил в Изнике, которое начал его отец. Али-паша построил мечеть и текке в Бурсе, и для их содержания основал два вакуфа: в октябре 1394 года и в январе 1406 года. В Бурсе квартал (Alipaşa mahallesi), мечеть (Ali Paşa Camii) и монастырь носят его имя.

## Административная деятельность
Али создал институт ичогланов (дворцовых пажей), из которых впоследствии набирали ведущих государственные чиновников. Он инициировал для этого практику подготовки избранной группы порабощённых мальчиков.
Али установил тарифы для оплаты кади, что препятствовало их развращению и вымогательству. Он также определил размер платы судьям в Османской империи за судебные и нотариальные услуги: так, судьи получали 25 акче за заверение документов (hüccet), 7 акче за регистрацию сделок, 12 акче за никях и 20 акче с каждой тысячи от наследства.

## Личность и оценка
Некоторые источники обвиняли Али-пашу в коррупции, педофилии и пьянстве, а также в том, что именно он приучил Баязида I и Сулеймана выпивать и потворствовать своим желаниям: «Поскольку Али-паша, сын Хайреддина-паши, был склонен пить, развлекаться и любил похоть и разврат, он также поощрял падишаха». Летописцы критиковали его пристрастие к удовольствиям и утверждали, что его не любили ни простые люди, ни чиновники. Эти обвинения распространялись сначала теми, чьи интересы пострадали от деятельности Али-паша, а затем сторонниками Мехмеда в гражданской войне.
Все источники пишут, что он был учёным, достойным и осторожным визирем, хорошим организатором, талантливым полководцем, умелым дипломатом. По словам И. Данишменда «смерть этого драгоценного визиря, учёного, опытного и опытного государственного деятеля, была великой катастрофой» для Сулеймана Челеби.
Согласно Энциклопедии Ислама, Али-паша не просто внёс вклад в организацию Османской администрации, он сыграл решающую роль в её развитии. Даже противники Али-паши положительно оценивали его вклад в создание первого суда в Османской империи.